# オ・テムポ・ナン・パラ
『オ・テンポ・ナン・パラ』（ポルトガル語： O Tempo não Para）は、ブラジルのテレビドラマ。